# Persone di nome Matthew/Calciatori
| Questa pagina contiene informazioni ricavate automaticamente dalle voci biografiche con l'ausilio del template Bio e di un bot. L'aggiornamento è periodico e automatico e ricostruisce completamente la pagina. Se manca una persona in questa lista, sei pregato di non aggiungerla, ma accertati piuttosto che la sua voce biografica contenga il template Bio e che i dati anagrafici siano correttamente compilati. Se il template Bio manca, inseriscilo tu stesso o, in alternativa, metti l'avviso {{tmp\|Bio}} che ne segnala la mancanza. Se i dati riportati sono sbagliati, correggi direttamente la voce biografica; le modifiche saranno visibili in questa lista entro pochi giorni. Per chiarimenti vedi il progetto antroponimi. La lista contiene solo le 80 persone che sono citate nell'enciclopedia e per le quali è stato implementato correttamente il template Bio. Pagina aggiornata al 22 giu 2025. |

Questa è una lista di persone presenti nell'enciclopedia che hanno il nome Matthew e sono calciatori.

## B(6)
- Matthew Bartholomew, ex calciatore trinidadiano (Point Fortin, n. 1988)
- Matthew Berkeley, ex calciatore nevisiano (Manchester, n. 1987)
- Matthew Bingley, ex calciatore australiano (Sydney, n. 1971)
- Matthew Booth, ex calciatore sudafricano (Fish Hoek, n. 1977)
- Matthew Briggs, ex calciatore inglese (Londra, n. 1991)
- Matthew Burrows, ex calciatore nordirlandese (Newtownards, n. 1985)

## C(7)
- Matt Cafer, calciatore gibilterriano (Weymouth, n. 1994)
- Matt Carragher, calciatore inglese (Liverpool, n. 1976 - † 2016)
- Matty Cash, calciatore inglese (Slough, n. 1997)
- Matt Orr, calciatore hongkonghese (Hong Kong, n. 1997)
- Matt Clarke, calciatore inglese (Ipswich, n. 1996)
- Matthew Connolly, ex calciatore inglese (Barnet, n. 1987)
- Matthew Hartmann, calciatore inglese (Southampton, n. 1989)

## D(4)
- Matthew Davies, calciatore malaysiano (Perth, n. 1995)
- Matt Derbyshire, ex calciatore inglese (Blackburn, n. 1986)
- Matt Doherty, calciatore irlandese (Dublino, n. 1992)
- Matt Duke, ex calciatore inglese (Sheffield, n. 1977)

## E(1)
- Matthew Evans, calciatore guatemalteco (Simi Valley, n. 2006)

## F(3)
- Matthew Foschini, ex calciatore australiano (Melbourne, n. 1990)
- Matt Freese, calciatore statunitense (Wayne, n. 1998)
- Matty Fryatt, ex calciatore inglese (Nuneaton, n. 1986)

## G(4)
- Matthew Garbett, calciatore neozelandese (Londra, n. 2002)
- Matt Godden, calciatore inglese (Canterbury, n. 1991)
- Matt Grimes, calciatore inglese (Exeter, n. 1995)
- Matthew Guillaumier, calciatore maltese (Sliema, n. 1998)

## H(3)
- Matt Hill, ex calciatore inglese (Bristol, n. 1981)
- Matt Holland, ex calciatore irlandese (Bury, n. 1974)
- Matthew Hoppe, calciatore statunitense (Yorba Linda, n. 2001)

## I(1)
- Matt Ingram, calciatore inglese (High Wycombe, n. 1993)

## J(7)
- Matt Jackson, ex calciatore inglese (Leeds, n. 1971)
- Matty James, calciatore inglese (Bacup, n. 1991)
- Matt Jansen, ex calciatore inglese (Carlisle, n. 1977)
- Matthew Jarvis, ex calciatore inglese (Middlesbrough, n. 1986)
- Matthew Jones, ex calciatore inglese (Stoke-on-Trent, n. 1986)
- Matthew Jones, ex calciatore gallese (Llanelli, n. 1980)
- Matthew Jurman, calciatore australiano (Wollongong, n. 1989)

## K(4)
- Matthew Kemp, ex calciatore australiano (Canberra, n. 1980)
- Matty Kennedy, calciatore nordirlandese (Belfast, n. 1994)
- Matthew Kilgallon, ex calciatore inglese (York, n. 1984)
- Matt Kingsley, calciatore inglese (Turton, n. 1874 - Leigh, † 1960)

## L(4)
- Matthew Le Tissier, ex calciatore e conduttore televisivo inglese (Saint Peter Port, n. 1968)
- Matthew Longstaff, calciatore inglese (Rotherham, n. 2000)
- Matthew Lowton, calciatore inglese (Chesterfield, n. 1989)
- Matthew Lund, calciatore inglese (Manchester, n. 1990)

## M(9)
- Matt Macey, calciatore inglese (Bath, n. 1994)
- Matthew Mbuta, ex calciatore camerunese (Bamenda, n. 1985)
- Matt McKeon, ex calciatore statunitense (St. Louis, n. 1974)
- Matt McQueen, calciatore e allenatore di calcio scozzese (Harthill, n. 1863 - Liverpool, † 1944)
- Matthew Mendy, ex calciatore gambiano (Serekunda, n. 1983)
- Matt Miazga, calciatore statunitense (Clifton, n. 1995)
- Matthew Millar, calciatore australiano (Melbourne, n. 1996)
- Matthew Mills, ex calciatore inglese (Swindon, n. 1986)
- Matt Murray, ex calciatore inglese (Solihull, n. 1981)

## O(2)
- Matt O'Riley, calciatore inglese (Hounslow, n. 2000)
- Matt Oakley, ex calciatore inglese (Peterborough, n. 1977)

## P(5)
- Matty Pearson, calciatore inglese (Keighley, n. 1993)
- Matthew Pennington, calciatore inglese (Warrington, n. 1994)
- Matt Phillips, calciatore inglese (Aylesbury, n. 1991)
- Mattie Pollock, calciatore inglese (Redhill, n. 2001)
- Matt Polster, calciatore statunitense (Milwaukee, n. 1993)

## R(5)
- Matthew Real, calciatore statunitense (Drexel Hill, n. 1999)
- Matt Richards, ex calciatore inglese (Harlow, n. 1984)
- Matthew Ridenton, calciatore neozelandese (Auckland, n. 1996)
- Matt Ritchie, calciatore inglese (Gosport, n. 1989)
- Matthew Robinson, ex calciatore inglese (Exeter, n. 1974)

## S(5)
- Matthew Sheridan, calciatore neozelandese (Wellington, n. 2004)
- Matt Simon, ex calciatore australiano (Sydney, n. 1986)
- Matt Smith, calciatore inglese (Redditch, n. 1999)
- Matthew Sorinola, calciatore inglese (Lambeth, n. 2001)
- Matthew Steenvoorden, calciatore olandese (Leidschendam, n. 1993)

## T(4)
- Matt Targett, calciatore inglese (Eastleigh, n. 1995)
- Matthew Taylor, ex calciatore inglese (Oxford, n. 1981)
- Matt Thompson, calciatore australiano (Sydney, n. 1982)
- Matt Turner, calciatore statunitense (Park Ridge, n. 1994)

## U(1)
- Matthew Upson, ex calciatore inglese (Hartlesmere, n. 1979)

## W(4)
- Matt Watson, ex calciatore inglese (Redditch, n. 1985)
- Matthew Whichelow, calciatore montserratiano (Londra, n. 1991)
- Matthew Williams, ex calciatore gallese (St Asaph, n. 1982)
- Matty Willock, ex calciatore montserratiano (Waltham Forest, n. 1996)

## Š(1)
- Matthew Špiranović, ex calciatore australiano (Geelong, n. 1988)